# Yokohama (Aomori)
Yokohama (横浜町; Yokohama-machi) és un poble del Japó situat a la prefectura d'Aomori.